# Тшебиня
Тшебѝня (на полски: Trzebinia) е град в Южна Полша, Малополско войводство, Хшановски окръг. Административен център е на градско-селската Тшебинска община. Заема площ от 31,94 km2.

## География
Градът се намира и историческия регион Малополша. Разположен е на 5 км североизточно от центъра на Хшанов, на 45 км северозападно от Краков, на 18,5 км югозападно от Олкуш и на 14,5 км източно от Явожно.

## История
Селището получава градски права на 6 септември 1817 година от сената на Краков.
В периода (1975 – 1998) е част от Катовишкото войводство.

## Население
Според данни от полската Централна статистическа служба, към 1 януари 2014 г. населението на града възлиза на 20 302 души. Гъстотата е 636 души/км2.

## Деление
Тшебиня е разделен на 16 микрорайона (ошедле).
- Енергетикув
- Гай
- Гай Зачише
- Гурка
- Кольоня
- Краковска
- Кристинув
- Кше
- Кше–Копалня
- Пяски
- Пулноц
- Тшебьонка
- Салватор
- Шерша
- Водна
- З.В.М.

## Градове-партньори
Към 16 декември 2014 г. Тшебиня има договори за партньорство с осем града.
- Илинген, Германия
- Saint-Jean de Braye, Франция
- Петенбах, Австрия
- Martfű, Унгария
- Микулов, Чехия
- Детва, Словакия
- Баранивка, Украйна
- Тъуций-Мъгеръуш, Румъния